# San Cadoco
San Cadoco è il terzo album del gruppo romano degli Ardecore, pubblicato nel 2010 per l'etichetta Sol con distribuzione Goodfellas.

## L'album
Registrato su nastro magnetico nell'estate del 2009 nella sala concerto dell'Init Club di Roma, il disco viene completato l'anno successivo presso il Locomotore Recording Studio. La registrazione e il missaggio furono curati da Francesco Fazzi.
I brani sono cantati da Giampaolo Felici, tutto il primo disco tranne Tentazione che è cantata da Sarah Dietrich, interprete anche di tutti i brani del secondo. Alle registrazioni del disco hanno partecipato David Tibet dei Current 93 (La povera Cecilia), Geoff Farina dei Karate (chitarra in Santa Gilda) e il bassista Massimo Pupillo degli Zu.

## I brani
È composto da due dischi. Nel primo sono presenti solo brani originali, esclusa la rilettura del brano degli anni '30 Tentazione di Meme Bianchi (la Temptation cantata da Bing Crosby in Going Hollywood), ispirati dai più svariati generi come il blues, la canzone d'autore, le musiche orientali, il progressive o l'hardcore punk. Nel secondo CD, più riflessivo e triste, sono presenti molti stornelli romani. Il brano Io dè sospiri è tratto dalla Tosca di Giacomo Puccini; il brano Nina viè giù è una cover di Lando Fiorini.

## Tracce
San Cadoco
1. San Cadoco - 3:01
2. Meravigliosamente - 4:43
3. Non si può - 4:47
4. Santa Gilda - 4:59
5. Tentazione - 3:51
6. Il nuovo giorno - 4:58
7. Per quella lei ci muore - 3:47
8. Gronge meraviglia - 3:56
9. Oggi è domenica - 3:49
10. Nessuno sa più bene - 5:33

Contemplazione di Gilda e Cadoco sul mistero dell'origine
1. Visione in sogno della città delle meraviglie - 1:28
2. Io de' sospiri - 4:35
3. Vola, vola - 2:02
4. La povera Cecilia - 5:15
5. I biondi capelli - 2:25
6. Sesta visione: Il libro che vola - 0:52
7. Te possino da tante cortellate - 3:07
8. Nina viè giù - 4:07